# Либревиль
Либреви́ль (фр. Libreville) — столица Габона, административный центр провинции Эстуарий и одноимённого департамента. Город расположен на северном берегу реки Мбе — от её португальского названия Gabão происходят названия государства Габон и образующейся в устье Габонской бухты. Население — 703 939 жителей (2013).
Либревиль является важнейшим транспортным узлом страны, в городе расположены крупный международный морской порт и аэропорт. Имеются предприятия пищевой, текстильной, деревообрабатывающей промышленности, судоверфи, университет.

Одно из муниципальных зданий Либревиля

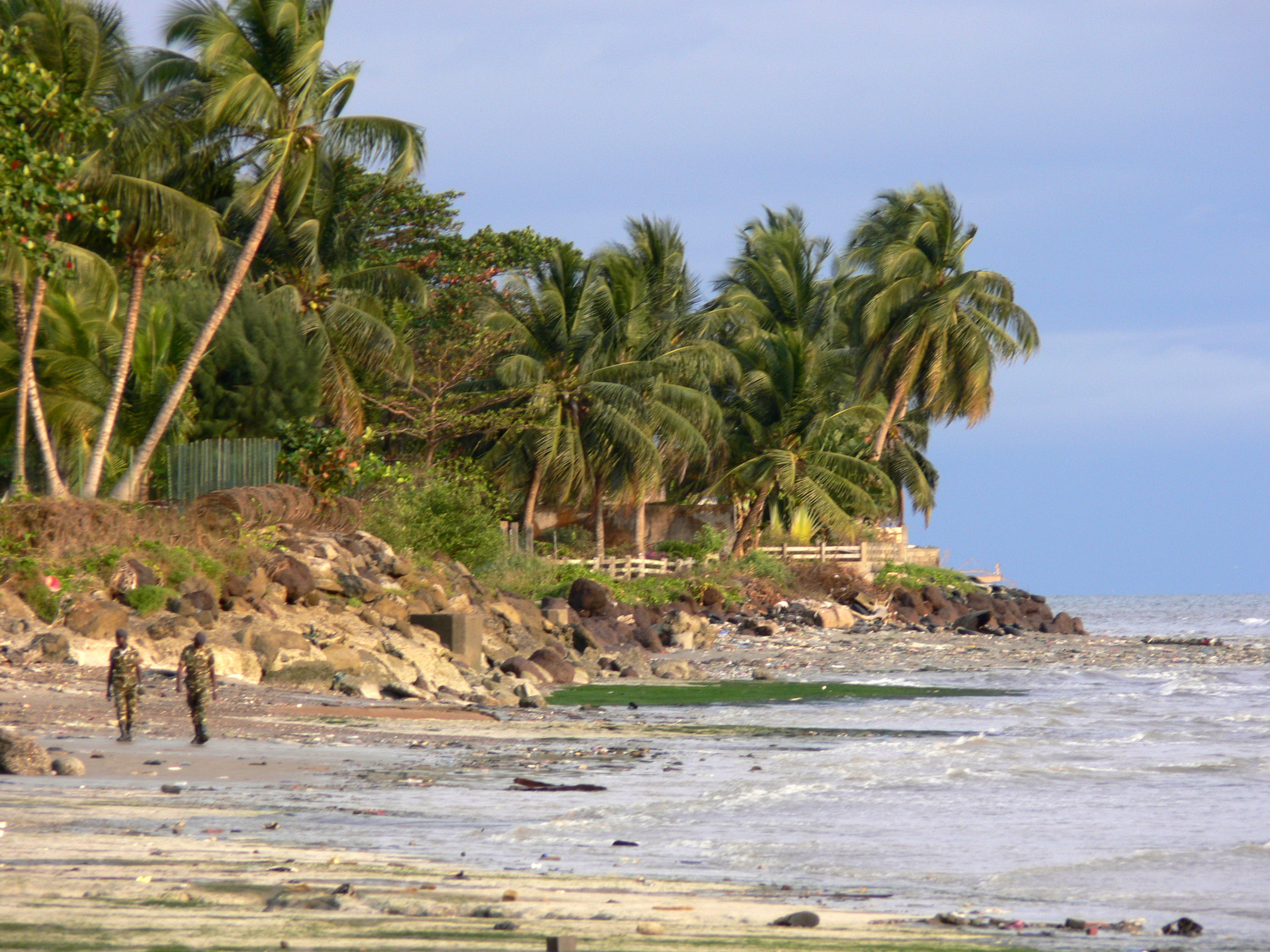
Пляж в Либревиле

## Этимология
Город основан в 1849 году группой освобождённых рабов-африканцев с португальского невольничьего судна и в честь их освобождения получил название Либревиль — «свободный город» (фр. libre — «свободный, независимый», ville — «город»).

## История
Задолго до прихода сюда в 1839 году французов на данной территории в течение многих лет проживало племя мпонгве. В 1846 году бразильский корабль «L’Elizia», перевозивший рабов для последующей перепродажи, был захвачен французским флотом недалеко от Лоанго. Рабы (общей численностью 52 человека) были освобождены и в 1848 году основали здесь Либревиль, что в переводе с французского означает «свободный город». Либревиль был назван по аналогии с Фритауном и со временем превратился из фактории и небольшого административного центра в крупный город с численностью населения в 32 000 человек.
В 1886—1888 годах городок был резиденцией губернатора французской колонии Габон. С 1888 по 1891 стал административным центром расширившейся французской колонии Габон-Конго, получившей затем общее название Французское Конго. Колония состояла из двух провинций — Габон и Среднее Конго. Либревиль был административным центром Габона, а Браззавиль — Среднего Конго.
В 1904 году в Либревиле проживало около 1500 человек, из которых 200 были европейцами; здесь располагались три крупные торговые фактории, католическая и протестантская (американская) миссии, резиденция генерал-губернатора и небольшой гарнизон при нём; бо́льшая часть торговли (оборот около 4 млн немецких марок) принадлежала немецким купцам.
С 1934 по 1946 год город выполнял функции главного порта Французской Экваториальной Африки, а в 1940 году выступал основной целью Габонской операции, после чего на протяжении Второй мировой войны, в 1940—1945 годы, Либревиль — центр движения «Свободная Франция» в Африке.
В 1960 году город получил статус столицы новообразованного государства Габон. Со дня обретения независимости город значительно вырос и сейчас вмещает около половины населения всей страны.

## Климат
Либревиль находится в зоне субэкваториального климата и характеризуется наличием длинного влажного и короткого сухого сезона. Сезон дождей длится примерно 9 месяцев (с сентября по май). В это время на территории выпадает большое количество осадков. Сухой сезон продолжается с июня по август, в этот период в среднем ежегодно выпадает около 35 мм осадков. Как и во многих других городах, расположенных в той же климатической зоне, температура в Либревиле остаётся относительно стабильной на протяжении всего года. Она достигает своего максимума в марте (в среднем, около 30 °C), а минимума в июле (около 26,4 °C).
| Показатель                    | Янв.  | Фев.  | Март  | Апр.  | Май   | Июнь | Июль | Авг. | Сен.  | Окт.  | Нояб. | Дек.  | Год    |
| ----------------------------- | ----- | ----- | ----- | ----- | ----- | ---- | ---- | ---- | ----- | ----- | ----- | ----- | ------ |
| Средний суточный максимум, °C | 29,5  | 30,0  | 30,2  | 30,1  | 29,4  | 27,6 | 26,4 | 26,8 | 27,5  | 28,0  | 28,4  | 29,0  | 26,9   |
| Средняя температура, °C       | 26,8  | 27,0  | 27,1  | 26,6  | 26,7  | 25,4 | 24,3 | 24,3 | 25,4  | 25,7  | 25,9  | 26,2  | 26,0   |
| Средний суточный минимум, °C  | 24,1  | 24,0  | 23,9  | 23,1  | 24,0  | 23,2 | 22,1 | 21,8 | 23,2  | 23,4  | 23,4  | 23,4  | 25,3   |
| Норма осадков, мм             | 250,3 | 243,1 | 363,2 | 339,0 | 247,3 | 54,1 | 6,6  | 13,7 | 104,0 | 427,2 | 490,0 | 303,2 | 2841,7 |
| Источник: World Climate       |       |       |       |       |       |      |      |      |       |       |       |       |        |

## Экономика
Основные статьи экспорта: каучук, пальмовое масло, какао и тропические сорта древесины.
В городе расположены предприятия пищевой, текстильной, табачной, швейной, деревообрабатывающей, металлообрабатывающей промышленности, а также судоверфи.
Первый банк был открыт в городе в 1930 году, когда Банк Западной Африки разместил здесь свой филиал.
Также имеется тепловая электростанция и университет.

## Транспорт
Международный аэропорт Либревиля, расположенный в 11 километрах от города, является крупнейшим аэропортом Габона.

## Язык
Официальным языком является французский. Понять жителей города достаточно просто, несмотря на определённые искажения произношения.

## Культура

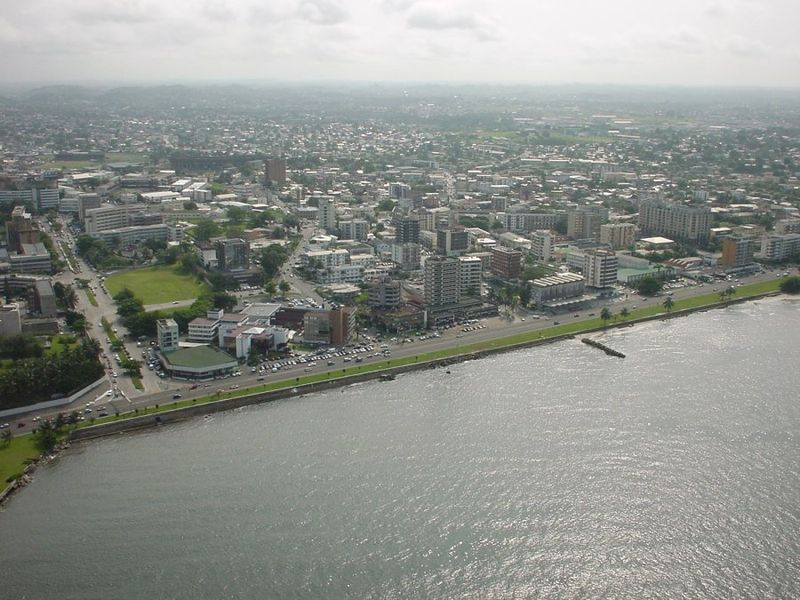
Вид Либревиля со стороны моря

К достопримечательностям Либревиля относятся:
- Национальный музей искусства и традиции, обладающий коллекцией ритуальных масок народностей фанг, митсого и теке
- Французский культурный центр
- Собор Св. Марии
- Церковь Сен-Мишель, известная своей архитектурой и хором, использующим для музыкального сопровождения своих выступлений народные музыкальные инструменты
- Расположенные неподалёку «культурные деревни»

## Знаменитые уроженцы
- Леон Мба (1902—1967) — первый премьер-министр (1959—1961) и президент Габона (1961—1967).
- Даниель Кузен (род. 1977) — капитан сборной Габона по футболу и нападающий греческого клуба «Лариса».
- Тьерри Иссьему (род. 1983) — полузащитник сборной Габона по футболу и тунисского клуба «Монастир».